# Zindelenhöhle
Die Zindelenhöhle liegt in der Gemeinde Innerthal, Kanton Schwyz in der Schweiz, im Karstgebiet des voralpin geprägten Wägitals. Es ist eine fossile Karsthöhle, welche von der Ostschweizerische Gesellschaft für Höhlenforschung erforscht wurde. Sie hat die Höhlen-Nummer 30848 und wird unter «Keine Gefährdung» eingestuft.
Die vermessene Länge der Höhle beträgt 1.605 Meter und sie hat eine Vertikalausdehnung von 101 Metern.